# Agrimonia pilosa
Agrimonia pilosa, vrsta turice rasprostranjene po velikim dijelovima Euroazije
Višegodišnja je biljka iz čijeg rizoma nikne jedna ili više razgranatih stabljika koje narastu od 30 do 120 cm visine. Raste po livadama, planinama i uz ceste. 
U Aziji se koristi i kao lijek i kao hrana. Listovi i stabljia djeluju analgetski, antibakterijski, protuupalno, antipiretički, adstringentno, kardiotonično, hemostatski, hipoglikemijski i vazokonstriktorno. Agrimonin kojega biljka ima je hemostatik i kardiotonik. Listovi su bogati i vitaminom K.
- A. pilosa
- A. pilosa
- A. pilosa